# Grantsville (Utah)
Grantsville é uma cidade localizada no estado norte-americano de Utah, no Condado de Tooele.

## Demografia
Segundo o censo norte-americano de 2000, a sua população era de 6015 habitantes.
Em 2006, foi estimada uma população de 8016, um aumento de 2001 (33.3%).

## Geografia
De acordo com o United States Census Bureau tem uma área de
46,2 km², dos quais 46,1 km² cobertos por terra e 0,1 km² cobertos por água. Grantsville localiza-se a aproximadamente 1311 m acima do nível do mar.

## Localidades na vizinhança
O diagrama seguinte representa as localidades num raio de 28 km ao redor de Grantsville.